# 竹村洋平
竹村洋平（1980年7月18日—），日本男性漫畫家。出身於秋田縣大仙市（舊仙北町）。

## 經歷
2000年以短篇「夕張物語」獲得《週刊少年Magazine》（講談社）新人漫畫獎、並獲得2000年度10、11月期佳作。然後被刊登在《月刊少年Blood》（SB Creative）上。
2007年以短篇《梅格·瑞安的妳》準入選集英社主辦的第74屆手塚獎。其後同名短篇漫畫被刊登在旗下雜誌《Jump Square》2008年2月號。
初次連載作品是2008年至2009年在《Jump Square》連載的《I-Revo -Ice Revolution-》（原作：堤亞彌）。之後2011年至2012年連載《要聽爸爸的話！》（《Jump Square》2011年9月號－2012年4月號→《Jump SQ.19》2012年5月號－11月號），2013年負責作畫連載《八重之櫻》（《Jump Square》1月號－12月號）。
2014年至2015年連載《NIGHTMARE FUNK》（《Jump Square》2014年8月號－2015年11月號）
2019年1月5日起在《少年Jump+》連載《魔都精兵的奴隸》（原作：Takahiro）。

## 人物
興趣：深夜前往90年代流行文化的場所。
尊敬漫畫家有鳥山明、井上雄彥、秋本治。
他也是新撰組的大粉絲，不但如此從隊士到隊長級人物的所有事蹟也有十足把握與理解。

## 作品列表
未標示出版社說明全由集英社發行。青文出版社代理中文版用粗體字表示，東立出版社代理用粗斜體字表示。

### 連載
- I-Revo -Ice Revolution-（日语：アイレボ -Ice Revolution-）（《Jump Square》2008年12月號－2009年8月號）原作：堤亞彌
- 要聽爸爸的話！（《Jump Square》2011年9月號－2012年4月號→《Jump SQ.19》2012年5月號－11月號）

原作：松智洋、人物設定：中島有華。
- 八重之櫻（《Jump Square》2013年1月號－12月號）原案：山本睦實（日语：山本むつみ）
- NIGHTMARE FUNK（日语：ナイトメア・ファンク）（《Jump Square》2014年8月號－2015年11月號）
- 魔都精兵的奴隸（《少年Jump+》2019年1月5日－連載中）原作：Takahiro

### 短篇
- 夕張物語－Magazine大獎2000年10、11月期佳作作品
- 燃！X（SB Creative《月刊Blood（日语：月刊少年ブラッド）》2006年11月號，SB Creative）
- 梅格·瑞安的妳（《Jump Square》2008年2月號）第74屆手塚獎準入選作品。
- 息子（《Jump Square》2008年6月號）
- 終末武（《Jump Square》2017年10月號）原作：川崎宙